# Shogun: Total War
Shogun: Total War er et strategispil fra den britiske udvikler Creative Assembly. Spillet blev udgivet i år 2000, og er det første spil i "Total War"-serien der også tæller titler som Medieval Total War, Empire: Total War og Rome Total War. Shogun Total War foregår i Japan i 1400 tallet og man påtager sig rollen som leder (daimyo) af en af de syv klaner. Siden hen fulgte udvidelsen The Mongol Invasion der muliggjorde styringen af den invaderende mongolske hær.

## Gameplay
Shogun foregår både i realtime og som et turbaseret strategispil. Spillet foregår på tur mellem de forskellige klaner, når man styrer sine hære på oversigtskortet, hvor man kan se hele Japan. Her skal man både opbygge sit område og økonomi, men samtidig forsvare sig imod fjendens soldater. Når to hære mødes på slagmarken skiftes i stedet til en realtime 3D-sekvens. Shogun blev i denne sammenhæng kendt for sin implementering af den kinesiske militærstrategisk Sun Tzus lære.

## Modtagelse
Spillet blev generelt modtaget godt af anmelderne. Det har et gennemsnit på 8,6 hos IGN. Total War: Shogun 2 udkom i 2011.